# Combustible per a reactors

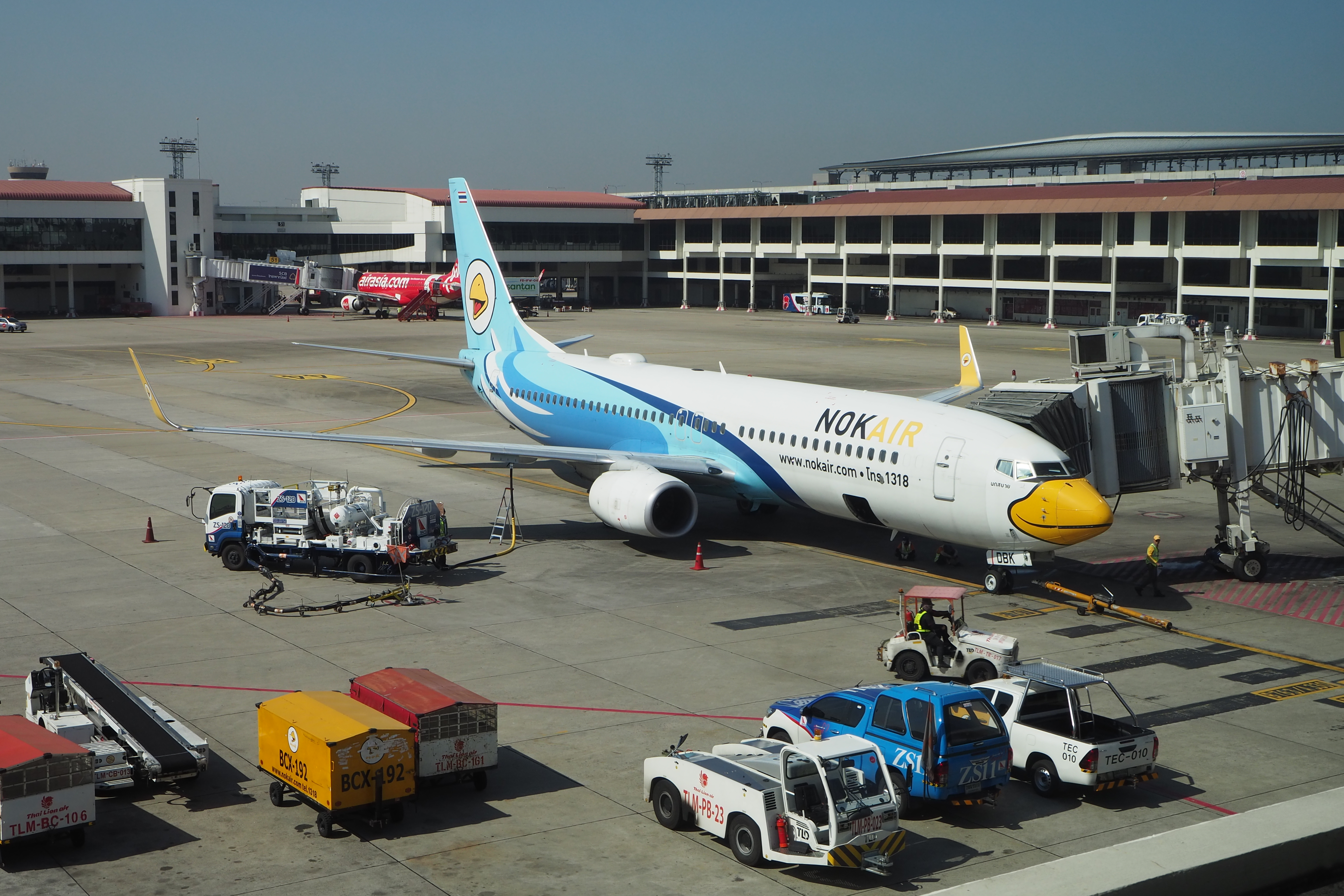
Boeing 737-800 de Nok Air carregant combustible a l'Aeroport Internacional de Don Mueang

El combustible per a reactors és un tipus de combustible d'aviació dissenyat per al seu ús en aeronaus propulsades per motors de turbina de gas. És incolor o del mateix color que la palla. Els combustibles més utilitzats en l'aviació comercial són el Jet A i el Jet A-1, que es produeixen seguint normes internacionals. L'únic altre combustible per a reactors amb un cert ús en aeronaus civils propulsades per motors de turbina de gas és el Jet B, que ofereix un millor rendiment en condicions fredes.